# Política d'Aragó
Aragó és una comunitat autònoma espanyola composta per tres províncies constituïda d'acord amb la Constitució Espanyola i la norma bàsica de la qual és l'Estatut d'Autonomia segons l'article 81 de la primera.

## Òrgans de Govern
Els òrgans de govern de la comunitat autònoma són: la Diputació General d'Aragó, presidida per un President i Les Corts.

## Divisió administrativa
Segons el seu estatut d'autonomia Aragó s'articula en tres províncies dividides en 33 comarques que a la vegada se subdivideixen en 730 municipis. A més, hi existeixen mancomunitats (agrupacions voluntàries de municipis per aconseguir unes finalitats comunes).

## Partits polítics
Els partits polítics que actualment hi ha a l'Aragó s'articulen tant en l'eix esquerra-dreta tradicional com en el grau d'aragonesisme polític.
- Partit dels Socialistes d'Aragó (PSOE-Aragó): federació aragonesa del PSOE, és el principal partit de centreesquerra de la Comunitat. Des de les eleccions autonòmiques de 2015 hi està al Govern al costat de la Chunta Aragonesista, sent-ne el President d'Aragó Javier Lambán. En àmbit municipal, és la primera força en ajuntaments importants com Osca, Utebo o Jaca.
- Partit Popular d'Aragó (PP d'Aragó): organització aragonesa del PP. Ha governat en diverses legislatures i disputa l'espectre polític de centredreta amb Ciutadans. El seu líder és Luis María Beamonte. En àmbit municipal, l'alcaldessa d'una de les capitals de província, Teruel, és d'aquest partit.
- Chunta Aragonesista (CHA, Unió Aragonesista en català): partit originàriament de la Comunitat. S'articula com el referent del nacionalisme aragonès i forma part del Govern al costat del PSOE-Aragó. La seva organització juvenil, Choventut Aragonesista, s'inclina a l'independentisme. Defensa el concepte d'Aragó com a nació i impulsa la promoció de les llengües autòctones (aragonès i català). El seu líder és José Luis Soro, actual conseller de Vertebració del Territori, Mobilitat i Habitatge.
- Partit Aragonés (PAR): partit autòcton de centredreta. Ha format part en anteriors legislatures del Govern al costat del PP i segueix fent-ho en una gran quantitat d'ajuntaments. Defensa un nacionalisme moderat i el seu líder és Arturo Aliaga López.
- Esquerra Unida d'Aragó (IUA): federació aragonesa d'Esquerra Unida. Durant diverses dècades ha estat el referent de l'esquerra en la Comunitat, consideració que comparteix en els últims anys amb Podem Aragó. En la legislatura 2015-2019 compta amb un escó, assignat a Patricia Luquin.
- Podem Aragó (Podemos): federació aragonesa de Podemos. Al costat de IUA articula l'esquerra no autòctona a Aragó, sent la tercera força en les Corts d'Aragó actualment. El seu líder és Nacho Escartín. En àmbit municipal, forma part d'organitzacions satèl·lit municipalistes com Saragossa en Comú (que forma el Govern municipal de la capital aragonesa, Saragossa).
- Ciutadans d'Aragó (C's): organització aragonesa de Ciutadans. S'emmarca en la centredreta al costat del PP i compta amb 5 escons en les Corts d'Aragó, liderat per Susana Gaspar.

### Repartiment de diputats en la IX Legislatura (2015-2019)
| Grups parlamentaris en les Corts d'Aragó durant la IX Legislatura |                                        |         |                     |        |
| Nom del grup parlamentari                                         | Nom del grup parlamentari              | Partit  | Líder               | Escons |
| Grup Parlamentari Popular                                         | Grup Parlamentari Popular              | PP      | Luis María Beamonte | 21     |
| Grup Parlamentari Socialista                                      | Grup Parlamentari Socialista           | PSOE    | Javier Lambán       | 18     |
| Grup Parlamentari de PODEM Aragó                                  | Grup Parlamentari de PODEM Aragó       | PODEMOS | Nacho Escartín      | 14     |
| Grup Parlamentari del Partit Aragonés                             | Grup Parlamentari del Partit Aragonés  | PAR     | Arturo Aliaga       | 6      |
| Grup Parlamentari de Ciutadans d'Aragó                            | Grup Parlamentari de Ciutadans d'Aragó | C's     | Susana Gaspar       | 5      |
| Grup Parlamentari Mixt                                            | Grup Parlamentari Mixt                 | CHA     | José Luis Soro      | 2      |
| Grup Parlamentari Mixt                                            | Grup Parlamentari Mixt                 | IU      | Ana Patricia Luquín | 1      |

## Eleccions municipals

### Província d'Osca
| Partit polític                 | Regidors | Percentatge de vots |
| ------------------------------ | -------- | ------------------- |
| PSOE-Aragó                     | 616      | 35,42 %             |
| PP-Aragó                       | 363      | 28,18 %             |
| PAR                            | 226      | 13,4 %              |
| CHA                            | 32       | 4,26 %              |
| IU (organitzacions municipals) | 23       | 7,57 %              |
| C's                            | 7        | 4,19 %              |

### Província de Saragossa
| Partit polític                                      | Regidors | Percentatge de vots |
| --------------------------------------------------- | -------- | ------------------- |
| PSOE-Aragó                                          | 733      | 24,03 %             |
| PP-Aragó                                            | 533      | 27,59 %             |
| PAR                                                 | 338      | 6,11 %              |
| CHA                                                 | 99       | 6,93 %              |
| C's                                                 | 29       | 9,55 %              |
| IU-Els Verds                                        | 16       | 0,65 %              |
| Podemos (Saragossa en Comú/diverses organitzacions) | 9        | 16,72 %             |

### Província de Terol
| Partit polític | Regidors | Percentatge de vots |
| -------------- | -------- | ------------------- |
| PSOE-Aragó     | 358      | 28,41 %             |
| PAR            | 352      | 19,62 %             |
| PP-Aragó       | 336      | 29,61 %             |
| IU-Els Verds   | 33       | 9,12 %              |
| CHA            | 32       | 5,32 %              |

## Principals ajuntaments

### Saragossa
| Eleccions municipals |      |      |      |      |      |      |      |      |      |      |
| Partit               | 1979 | 1983 | 1987 | 1991 | 1995 | 1999 | 2003 | 2007 | 2011 | 2015 |
| PÀG                  | 8    | 5    | 7    | 15   | 15   | 11   | 12   | 15   | 10   |      |
| Saragossa en Comú    | 9    |      |      |      |      |      |      |      |      |      |
| PSOE                 | 11   | 18   | 13   | 15   | 6    | 10   | 12   | 13   | 10   | 6    |
| C's                  | 4    |      |      |      |      |      |      |      |      |      |
| CHA                  | -    | -    | 2    | 4    | 6    | 3    | 3    | 2    |      |      |
| IU                   | 2    | 3    | 4    | -    | -    | 1    | 3    |      |      |      |
| PAR                  | 7    | 4    | 8    | 6    | 4    | 2    | 2    | 2    | -    | -    |
| CDS                  | -    | 3    | -    | -    |      |      |      |      |      |      |
| PCE                  | 4    | 1    |      |      |      |      |      |      |      |      |
| UCD                  | 7    |      |      |      |      |      |      |      |      |      |
| PTA                  | 2    | -    | -    |      |      |      |      |      |      |      |
| Total                | 31   | 31   | 31   | 31   | 31   | 31   | 31   | 31   | 31   | 31   |

### Osca
| Eleccions municipals    |      |      |      |      |
| Partit                  | 2003 | 2007 | 2011 | 2015 |
| PP                      | 6    | 7    | 11   | 9    |
| PSOE                    | 12   | 9    | 9    | 8    |
| Canviar Osca            | 4    |      |      |      |
| C's                     | 2    |      |      |      |
| Aragó Sí Pot            | 2    |      |      |      |
| PAR                     | 1    | 2    | 2    | -    |
| CHA                     | 2    | 2    | 2    | -    |
| EB                      | -    |      |      |      |
| UPyD                    | -    | -    |      |      |
| IU                      | 1    | 1    |      |      |
| IU-LV/CV-GV/Ecolo Verds | -    | -    | -    |      |
| AE                      | -    |      |      |      |
| UCE                     | -    |      |      |      |
| PFyV                    | -    | -    |      |      |
| IA                      | -    |      |      |      |
| Total                   | 21   | 21   | 25   | 25   |

### Terol
| Eleccions municipals |      |      |      |      |
| Partit               | 2003 | 2007 | 2011 | 2015 |
| PÀG                  | 8    | 8    | 12   | 8    |
| PSOE                 | 8    | 7    | 5    | 5    |
| Guanyar Terol        | 3    |      |      |      |
| PAR                  | 4    | 4    | 1    | 2    |
| C's                  | 2    |      |      |      |
| CHA                  | 1    | 2    | 2    | 1    |
| IU                   | -    | -    | 1    |      |
| CA                   | -    | -    |      |      |
| EB                   | -    |      |      |      |
| FIA                  | -    |      |      |      |
| UPyD                 | -    |      |      |      |
| pCUA                 | -    |      |      |      |
| PFyV                 | -    | -    |      |      |
| PH                   | -    |      |      |      |
| INAR                 | -    |      |      |      |
| Total                | 21   | 21   | 21   | 21   |